# Rhynchocalamus
Rhynchocalamus es un género de serpientes de la familia Colubridae. Sus especies se distribuyen entre la península arábiga, el Levante mediterráneo y el Cáucaso.

## Especies
Se reconocen las siguientes:
- Rhynchocalamus arabicus Schmidt, 1933
- Rhynchocalamus barani Olgun, Avci, Ilgaz, Üzüm & Yilmaz, 2007
- Rhynchocalamus hejazicus Licata, Pola, Šmíd, Ibrahim, Liz, Santos, Patkó, Abdulkareem, Gonçalves, AlShammari, Busais, Egan, Ramalho, Smithson & Brito, 2024[2]
- Rhynchocalamus melanocephalus (Jan, 1862)